# Grupa „Ponton”

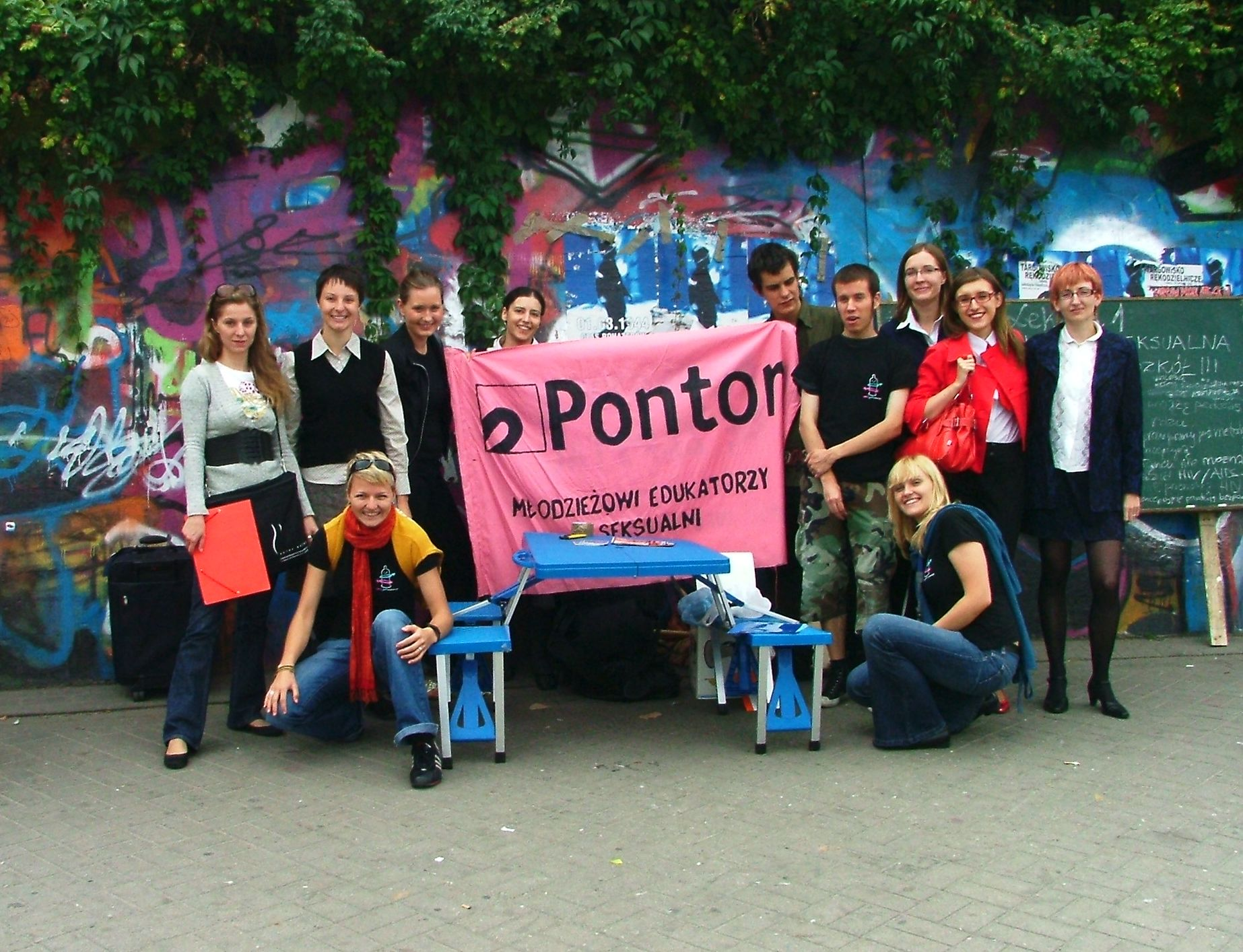
Grupa „Ponton” podczas akcji ulicznej na rzecz upowszechnienia edukacji seksualnej w Polsce, Warszawa, 3 września 2007 r.

Grupa „Ponton” – nieformalna grupa działająca od 2002 roku przy Federacji na rzecz Kobiet i Planowania Rodziny w Warszawie. Grupa zajmuje się edukacją seksualną zgodnie z ideą tzw. edukacji rówieśniczej. Zrzesza wolontariuszy od 18. do 30. roku życia, którzy prowadzą pogadanki w gimnazjach i liceach, udzielają porad przez telefon i Internet oraz organizują akcje uliczne. Mają one na celu uświadomienie społeczeństwu problemów związanych z dostępnością edukacji seksualnej w Polsce. W lutym 2008 r. zainaugurował działalność pierwszy regionalny oddział grupy, „Ponton Gdańsk”, działający przy Naukowym Kole Seksuologii Wydziału Nauk Społecznych Uniwersytetu Gdańskiego.
Celem Grupy „Ponton” jest upowszechnianie wśród młodzieży rzetelnej, opartej na faktach naukowych wiedzy z zakresu: fizjologii, dojrzewania psychicznego i fizycznego, seksualności, metod antykoncepcji i zabezpieczania się przed HIV oraz innymi chorobami przenoszonych drogą płciową, a także na temat relacji partnerskich, równouprawnienia kobiet i mężczyzn, asertywności, odpowiedzialności oraz praw pacjenta.

## Działalność

### Edukacja seksualna w szkołach
Edukatorzy Grupy „Ponton” prowadzą w gimnazjach i liceach pogadanki w ramach przedmiotu Wychowanie do życia w rodzinie. W przypadku uczniów niepełnoletnich rodzice muszą wyrazić zgodę na udział dziecka w zajęciach. Lekcje, prowadzone przez dwie osoby, odbywają się bez podziału na uczniów i uczennice. Grupa „Ponton” przeprowadziła zajęcia w kilkunastu warszawskich i podwarszawskich szkołach, a także w domach dziecka oraz w zakładzie karnym dla kobiet.

### Poradnictwo dla młodzieży
Grupa „Ponton” udziela porad na tematy związane z seksualnością i antykoncepcją poprzez telefon i Internet, co pozwala jej dotrzeć do nastolatków spoza Warszawy. W czasie roku szkolnego Edukatorzy dyżurują raz w tygodniu na telefonie zaufania dla młodzieży, a w okresie wakacyjnym jest prowadzona cykliczna akcja „Wakacyjne Pogotowie Pontonowe”, w ramach której młodzież może zadawać pytania dzwoniąc na telefon komórkowy lub wysyłając SMS-a. W 2007 r., w ciągu dwóch miesięcy trwania akcji wolontariusze odpowiedzieli na ponad tysiąc SMS-ów. Od 2006 r. działa strona internetowa Grupy. W ciągu pierwszych dwóch lat istnienia forum dyskusyjnego wolontariusze „Pontonu” odpowiedzieli na ok. dwa tysiące pytań.

### Udział w konferencjach
Przedstawiciele Grupy „Ponton” biorą udział w konferencjach naukowych i debatach na temat stanu edukacji seksualnej w Polsce i na świecie. Wolontariusze prezentowali doświadczenia Grupy m.in. na konferencji dla nauczycieli i pedagogów, organizowanej przez Regionalny Ośrodek Metodyczno-Edukacyjnego „Metis” w Katowicach, międzynarodowej konferencji na temat zdrowia reprodukcyjnego i edukacji seksualnej młodzieży w krajach Europy Środkowej i Wschodniej, organizowanej przez sieć organizacji Astra, a także debacie „Ile nam wolno pomyśleć. Ile nam wolno powiedzieć” o wolności słowa w szkołach.

### Akcje uliczne i inne działania
Grupa organizuje akcje uliczne mające na celu uświadamianie społeczeństwa w kwestii antykoncepcji i prewencji HIV poprzez rozdawanie broszur informacyjnych i prezerwatyw, a także konkursy i rozmowy z uczestnikami. Od 2005 r., co roku 14 lutego „Ponton” organizuje w centrum Warszawy akcję walentynkową „Walentynkowe pogotowie anty-HIV-owe”. Działania uliczne prowadzone są także z okazji rozpoczęcia i zakończenia roku szkolnego. „Ponton” brał także udział we wspólnych inicjatywach innych organizacji: Miejskiej Majowej Akcji Edukacyjnej „Szukaj Czerwonego Kapturka” czy kampanii „Akcja Refundacja” na rzecz refundacji kosztów środków antykoncepcyjnych przez państwo. W 2007 roku „Ponton” był także, obok Polskiego Towarzystwa Ginekologicznego, jednym z polskich partnerów pierwszego Światowego Dnia Antykoncepcji.

### Obecność w mediach
Grupa „Ponton” działa na rzecz upowszechnienia edukacji seksualnej w Polsce goszcząc w programach radiowych i telewizyjnych m.in. „Pytanie na śniadanie” w TVP2, „Dzień Dobry TVN” w TVN, „Nasze dzieci” w telewizji Polsat, a także w Superstacji, Radiostacji, Antyradiu oraz Tok FM. O Grupie i jej działalności pisał m.in. magazyn Gazety Wyborczej Wysokie Obcasy czy tygodnik Przekrój.

## Osiągnięcia
W 2008 r. Grupa „Ponton” otrzymała nominację do dorocznej nagrody „She changes the world”, przyznawanej małym organizacjom działającym na rzecz praw kobiet przez holenderską fundację Mama Cash. W dorocznym plebiscycie magazynu Gazety Wyborczej Wysokie Obcasy były nominowane do tytułu „Polki Roku”: w 2006 r. koordynatorka Grupy Aleksandra Józefowska, a w 2007 r. – jedna z założycielek Grupy, Anka Grzywacz.